# Kanton Monthureux-sur-Saône
Kanton Monthureux-sur-Saône (fr. Canton de Monthureux-sur-Saône) byl francouzský kanton v departementu Vosges v regionu Lotrinsko. Skládal se z 11 obcí. Zrušen byl po reformě kantonů 2014.

## Obce kantonu
- Ameuvelle
- Bleurville
- Claudon
- Fignévelle
- Gignéville
- Godoncourt
- Martinvelle
- Monthureux-sur-Saône
- Nonville
- Regnévelle
- Viviers-le-Gras